# Dagmar Heizmann-Leucke

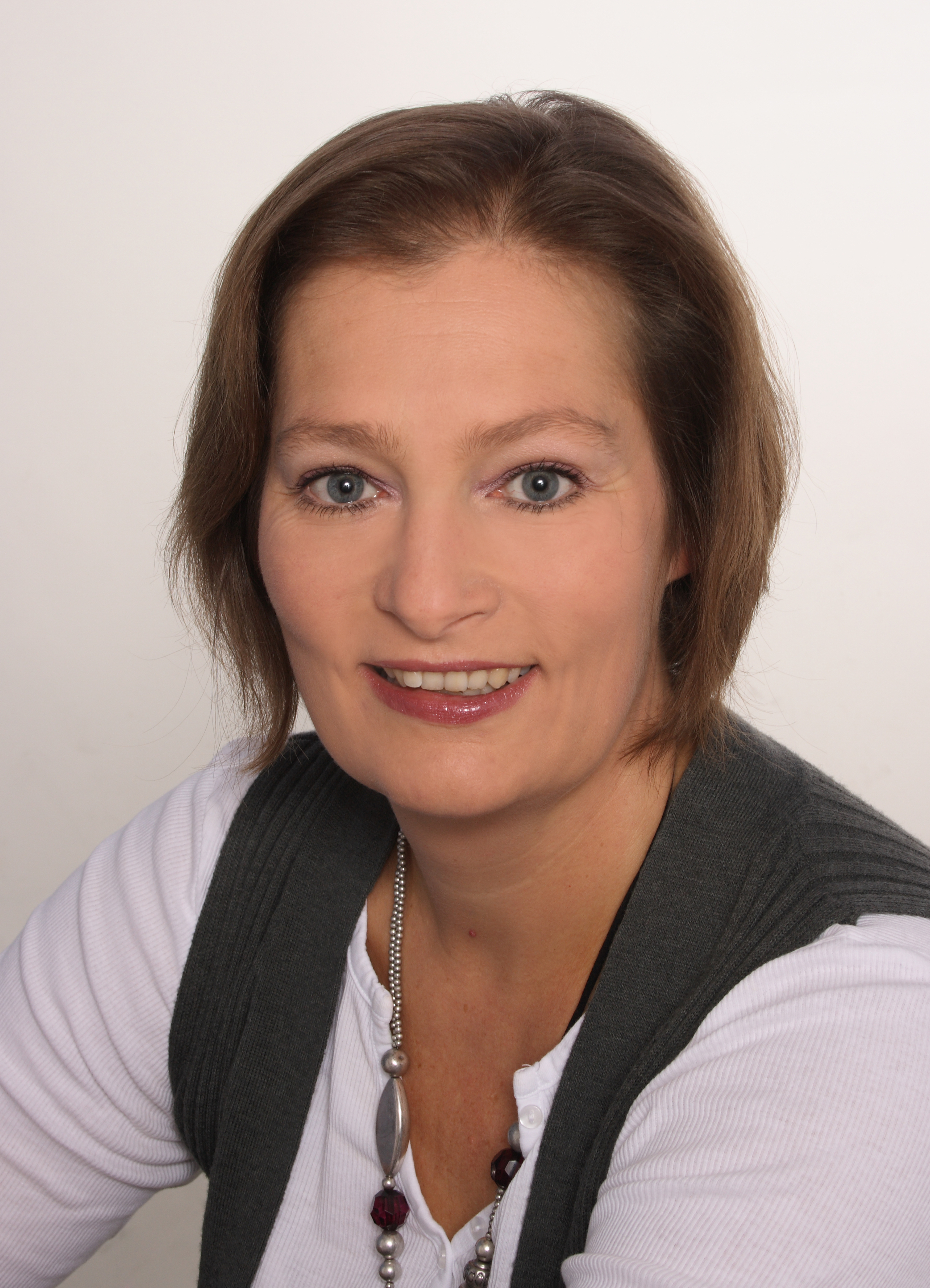
Dagmar Heizmann-Leucke (2010)

Dagmar Heizmann-Leucke (* 1967 in Schorndorf; † 31. Januar 2020 in Wiesbaden) war eine deutsche Verlegerin, Musikerin, Dirigentin von Kinderchören und Liedertexterin.

## Leben
Nach dem Abitur absolvierte sie eine Ausbildung zur biologisch-technischen Assistentin (BTA) und arbeitete an der Universität Heidelberg, in Ludwigshafen und Darmstadt. Ihrer Tätigkeit als Texterin ging eine Mitarbeit bei Tonträgerproduktionen, Musical- und Konzerttourneen und eine Ausbildung zur Chorleiterin voraus. Ab 1994 war sie im Musikverlag „Haus der Musik“ als Geschäftsführerin tätig. 10 Jahre lang hatte sie die musikalische Leitung des Kinderchores „Die Mini Maxis“ in Wiesbaden; bekannt wurde sie auch als Texterin von Liedern, die als Lied- und Musicalproduktionen auf Tonträger erschienen sind.
Sie schrieb  Texte und Libretti für 16 Kindermusicals und mehrere Kantaten. Etwa 150 Liedtexte aus ihrer Feder wurden vor allem von ihrem Mann, Klaus Heizmann, vertont und auf CDs sowie Liederbüchern veröffentlicht.
Seit 1994 war Dagmar Heizmann-Leucke mit Klaus Heizmann verheiratet und hatte mit ihm drei Kinder.

## Diskografie

### Chorprojekte

#### Gesamteinspielungen größerer Werke
| Jahr | Titel                    | Form      | Mitwirkende Künstler | Verlag         |
| ---- | ------------------------ | --------- | -------------------- | -------------- |
| 2013 | Das Wunder von Bethlehem | Musical   |                      | Haus der Musik |
| 2015 | Macht hoch die Tür       | Oratorium |                      | Haus der Musik |

### Kinderprojekte
| Jahr | Titel                       | Mitwirkende Künstler                            | Verlag       |
| ---- | --------------------------- | ----------------------------------------------- | ------------ |
| 1995 | Klein, aber oho!            | Die Minimaxis                                   | Gerth Medien |
| 1996 | Spitzenmäßig                | Die Minimaxis                                   | Gerth Medien |
| 2000 | Gott liebt dich und mich    | Gloria Gabriel; Die Minimaxis                   | Gerth Medien |
| 2000 | Lieder sind wie Himbeereis  | Melanie Heizmann; Die Minimaxis                 | Gerth Medien |
| 2001 | Weihnachtsfreude riesengroß | Christian Löer; Die Minimaxis; Kinderchor Unnau | Gerth Medien |
| 2003 | Gott macht mir Mut          | Kinderchor Unnau; Die Minimaxis                 | Gerth Medien |

#### Kindermusicals (CDs und Notenausgaben)
| Jahr | Titel                            | Form                              | Verlag         |
| ---- | -------------------------------- | --------------------------------- | -------------- |
| 1995 | Ein unvergesslicher Advent       | Musical für Kinder                | Haus der Musik |
| 1996 | Das Geheimnis von Zelle Zehn     | Musical für Kinder                | Haus der Musik |
| 1998 | Der Stern von Bethlehem          | Musical für Kinder                | Gerth Medien   |
| 1999 | Der verlorene Sohn               | Musical für Kinder                | Gerth Medien   |
| 2002 | David und Goliath                | Musical für Kinder                | Haus der Musik |
| 2004 | Das Wunder von Jericho           | Musical für Kinder                | Haus der Musik |
| 2005 | Suleilas erste Weihnacht         | Musical für Kinder                | Gerth Medien   |
| 2008 | Zachäus Zastermann               | Musical für Kinder und Erwachsene | Haus der Musik |
| 2009 | Eine zündende Idee               | Musical für Kinder                | Haus der Musik |
| 2012 | Das Räubernest von Bethlehem     | Musical für Kinder                | Haus der Musik |
| 2012 | Gesprengte Ketten                | Musical für Kinder                | Haus der Musik |
| 2014 | Der barmherzige Samariter        | Musical für Kinder                | Haus der Musik |
| 2015 | Das Geheimnis der Heiligen Nacht | musicalisches Krippenspiel        | Haus der Musik |

#### Kinderkantaten
| Jahr | Titel                   | Form               | Verlag         |
| ---- | ----------------------- | ------------------ | -------------- |
| 2010 | Noah und die große Flut | Kantate für Kinder | Haus der Musik |

## Notenbücher
| Jahr | Titel                                                                | Untertitel | Verlag                       |
| ---- | -------------------------------------------------------------------- | --- | ---------------------------- |
| 1995 | Ein unvergesslicher Advent                                           | Musical für Kinder und Erwachsene | Haus der Musik               |
| 1996 | Wir verkündigen euch grosse Freude                                   | kleine Weihnachtskantate für gemischten Chor, Kinderchor ad lib., Solisten, Sprecher und Orchester                                               | Gerth Medien                 |
| 1996 | Das Geheimnis von Zelle 10                                           | Musical für Kinder | Haus der Musik               |
| 1998 | Der Stern von Bethlehem                                              | Kinder-Mini-Musical | Gerth Medien                 |
| 1999 | Einfach Spitze! Auf los geht’s los!                                  | neue Lieder für Kinder; in ein- bis dreistimmigen Sätzen mit Klavierbegleitung                                                                   | Lugert                       |
| 1999 | Der verlorene Sohn                                                   | Kinder-Mini-Musical | Gerth Medien                 |
| 2001 | David und Goliat                                                     | Kinder-Musical | Haus der Musik               |
| 2002 | Der Weg der Barmherzigkeit(Das Gleichnis vom barmherzigen Samariter) | kleine szenische Kantate für gemischten Chor, Sprecher und Instrumente                                                                           | Haus der Musik               |
| 2003 | Machet die Tore weit                                                 | für gemischten Chor, Solist(in), Sprecher und Instrumente                                                                                        | Haus der Musik, Gerth Medien |
| 2003 | Lasset uns nun gehen nach Bethlehem                                  | für gemischten Chor, Kinderchor ad lib., Solist(in), Sprecher und Instrumente                                                                    | Haus der Musik, Gerth Medien |
| 2003 | Das Wunder von Jericho                                               | Mini-Musical für Kinder über die Heilung der Blinden von Jericho                                                                                 | Haus der Musik               |
| 2005 | Suleilas erste Weihnacht                                             | Kinder-Mini-Musical, Singstimmen mit Akkordbezeichnungen, Klavierbegleitung, Sprechertexten und Regieanweisungen                                 | Gerth Medien                 |
| 2006 | David und Goliat                                                     | Kinder-Musical | Haus der Musik               |
| 2007 | Gott sei Dank                                                        | Kantate für vierstimmigen gem. Chor oder Männerchor, Bariton-Solo (ad lib.), Blechbläser, Tasteninstrument, 3 Sprecher                           | Haus der Musik               |
| 2007 | Eine zündende Idee                                                   | Hinrich Wichern erfindet den Adventskranz; Musical für Kinder und Erwachsene                                                                     | Haus der Musik               |
| 2008 | Zachäus Zastermann                                                   | ein Musical für Kinder und Erwachsene | Haus der Musik               |
| 2010 | Noah und die große Flut                                              | Kantate für Kinderchor, Saxophon, Klarinette, Flöte, Klavier oder Keyboard                                                                       | Haus der Musik               |
| 2010 | Das Räubernest von Bethlehem                                         | ein Weihnachtsmusical für Kinderchor, Saxophon, Klarinette, Flöte, Glockenspiel, Klavier oder Keyboard                                           | Haus der Musik               |
| 2011 | Jerusalem – die Heilige Stadt                                        | Bariton-Solo, gemischter Chor (4-stimmig) / Musik: Stephen Adams. Text: Frederick Edward Weatherly; dt.: Dagmar Heizmann. Bearb.: Klaus Heizmann | Haus der Musik               |
| 2012 | Gesprengte Ketten                                                    | ein Musical für Kinder im Alter von 6 bis 13 Jahren                                                                                              | Haus der Musik               |
| 2013 | Das Wunder von Bethlehem                                             | Weihnachtskantate | Haus der Musik               |
| 2014 | Singet dem Herrn ein neues Lied                                      | Kantate für gem. Chor oder Frauenchor, Sopran-Solo, Sprecher und Orchester / Musik: Klaus Heizmann                                               | Haus der Musik               |
| 2014 | Macht hoch die Tür                                                   | Adventsoratorium für Bariton, Sprecher, Kinderchor, gem. Chor und Orchester / Musik: Klaus Heizmann                                              | Haus der Musik               |